# Níkos Beloyánnis
Níkos Beloyánnis (grec moderne : Νίκος Μπελογιάννης), né le 27 octobre 1915 à Amaliada (Péloponnèse) et exécuté le 30 mars 1952 à Goudi est un chef de la résistance en Grèce pendant la Seconde Guerre mondiale et cadre dirigeant du Parti communiste grec.

## Biographie
Níkos Beloyánnis est issu d'une famille aisée et étudie le droit à Athènes mais en sera exclu en raison de son adhésion au Parti communiste de Grèce le KKE. En 1936, de retour à Amaliada, il s'implique alors dans l'agitation communiste et dirige le soulèvement paysan des producteurs de raisins sec. Lors des grève générale thessalonique il évite la prison en effectuant son service militaire. Officier de réserve, il sera rétrogradé comme simple soldat quand le commandement apprendra son action politique. Emprisonné puis déporté pour son travail d'agitation dans l'armée il sera libéré et récidivera ce qui lui vaudra d'être arrêté en 1938 et incarcéré à la prison Akronauplia (Nauplie) par le régime de Métaxas étant condamné à huit ans de détention. Il reste entre les mains des Allemands après l'occupation nazie du pays (1941). En décembre 1942, il est transféré à Corfou. Il s'évade au printemps 1943 lors de son transfert à l'hôpital après avoir feint une maladie et rejoint l'Armée populaire de libération nationale (ELAS) dans le Péloponnèse avec Áris Velouchiótis. Il devient commissaire politique de l'Armée démocratique de Grèce (DSE) au cours de la guerre civile grecque ; en mars 1946, secrétaire général du KKE, il boycotte les élections législatives et reprend la lutte armée. Il est un des derniers à quitter le pays en 1949 après la défaite des communistes et rejoint en Albanie les rescapés de l'armée rebelle.
Le 7 juin 1950, Níkos Beloyánnis retourne en Grèce afin de réorganiser le Parti communiste (KKE) déclaré illégal. Il est arrêté le 20 décembre 1950 et accusé de transmettre des informations à l'Union soviétique.
Le procès, qui concerne 94 accusés, débute à Athènes le 19 octobre 1951. L'un des trois membres de la cour martiale est Geórgios Papadópoulos, qui devint plus tard le chef de la dictature militaire de 1967 à 1974.
Níkos Beloyánnis nie toutes les accusations et insiste sur le caractère patriotique de ses actions pendant la résistance anti-nazie (1941-1944), l'intervention britannique (1944-1946) et la guerre civile grecque (1946-1949). Il fait le procès de ses accusateurs, se défendant avec panache.

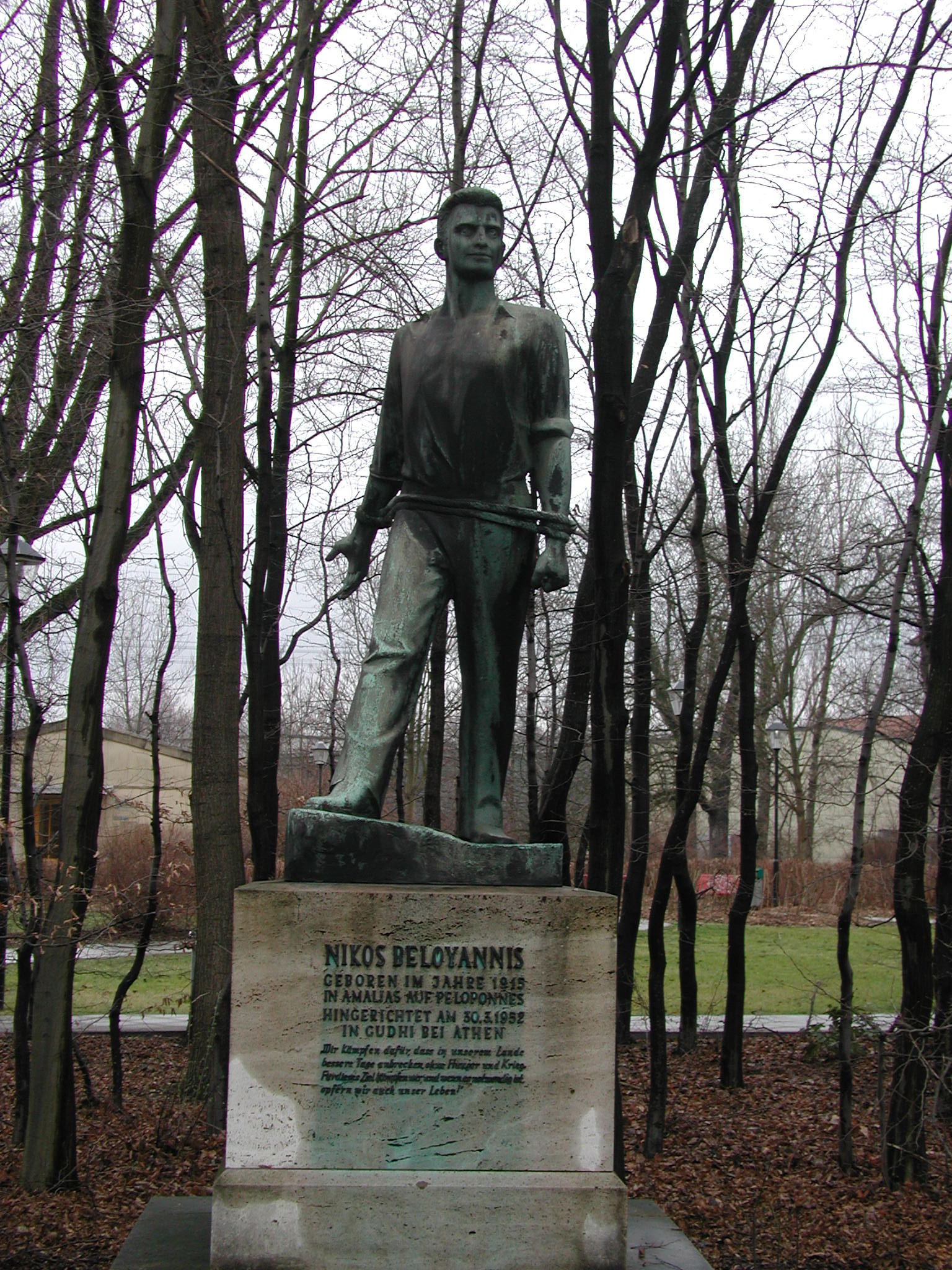
Statue de Níkos Beloyánnis, à Berlin.

En dépit des appels nationaux et internationaux à la clémence, tels ceux de Charlie Chaplin, Jean-Paul Sartre, le général de Gaulle, ou le dessin de l'homme à l'œillet de Picasso, la cour martiale le condamne à mort le 16 novembre 1951 ainsi que onze de ses camarades. Le lendemain, le Premier ministre Nikólaos Plastíras déclare qu'ils ne seront pas exécutés. Le 15 février 1952 un nouveau procès devant le tribunal permanent des armées pour haute trahison commence pour lui et 28 de ses camarades. Sa compagne (et co-accusée) lui a offert un œillet rouge. Le 1er mars 1952 huit condamnations à mort sont prononcées. Seules quatre demandes de grâce sont acceptées. Les quatre autres, dont Níkos Beloyánnis, sont exécutés le lundi 30 mars 1952 dans le camp de Goudi ; les autres condamnés voient leur peine commuée en prison à vie. Ils sont libérés au milieu des années 1960.

## Hommages et postérité
Níkos Beloyánnis est devenu un héros de la résistance grecque, et une victime symbolique de la guerre froide. Son nom a été donné au village de Beloiannisz, construit en Hongrie pour héberger les réfugiés politiques grecs qui vivaient en exil depuis la fin de la guerre civile (1949) jusqu'au rétablissement de la démocratie en Grèce (1974).
Son nom a également été donné à l'association regroupant les réfugiés politiques grecs en Pologne : « Union des réfugiés politiques de Grèce Níkos Beloyánnis » (Związek Uchodźców Politycznych z Grecji im. Nikosa Belojanisa).

## Documentaire
- Níkos Beloyánnis, le martyr communiste. Dans la série "Les Oubliés de l’Histoire", France, 2016, 27 min, créée et dirigée par Jacques Malaterre, co-écrite par Jean-Yves Le Naour, réalisé par Marco Gastine. Coproduction : ARTE France, Les Films du Tambour de soie, Sara M. Première diffusion le 14 janvier 2017 sur arte[2].